# Glasschnecken
Die Glasschnecken (Vitrinidae) sind eine in Europa heimische Familie von Gehäuse- und Nacktschnecken der Unterordnung der Landlungenschnecken (Stylommatophora). Innerhalb der Familie lässt sich der Übergang von Gehäuse- zu Nacktschnecken sehr gut erkennen.

## Merkmale
Die meisten Vertreter dieser Familie haben bereits einen „nacktschneckenartigen“ Habitus, da sich das Tier nicht mehr vollständig in das dünne, durchscheinende Gehäuse zurückziehen kann. Von diesem dünnen, fast glasartigen Gehäuse rührt auch der Name der Familie her. Das Gehäuse ist meist niedrig und dextral aufgerollt mit bis zu vier Umgängen. Es besitzt eine große Öffnung und ist meist ohrförmig. Die Öffnung ist nicht durch Zähne oder Kalli eingeengt. Die Entwicklung von einer Gehäuseschnecke zu einer Nacktschnecke (mit einem kleinen, rudimentären Gehäuse im Inneren des Mantels) lässt sich bei dieser Familie sehr gut studieren; von Formen, die sich noch fast vollständig in das Gehäuse zurückziehen können (z. B. Vitrina pellucida), über „Halbnacktschnecken“ wie Vitrinobrachium breve, bis zu „richtigen“ Nacktschnecken, bei denen das Gehäuse vom Mantel eingeschlossen wird (z. B. Plutonia auf den Azoren). Der Vorgang der Schalenrückbildung und der Erwerb eines Nacktschneckenhabitus wird in der Literatur auch als Vitrinisierung bezeichnet.

## Vorkommen und Lebensweise
Die Vitrinidae leben meist in feuchten bis trockenen Wäldern, Steinbrüchen und Felsenlandschaften vom Flachland bis in die Hochgebirge. Einige Arten leben auch überwiegend im Boden. Die Familie kommt in Europa, Westasien, den makaronesischen Inseln und Ostafrika vor. Wenige Arten sind auch in Nordamerika beheimatet.

## Systematik
Die Glasschnecken werden in die Überfamilie der Limacoidea gestellt, zu denen auch die Schnegel (Limacidae), die Ackerschnecken (Agriolimacidae) und die Wurmschnegel (Boettgerillidae) gerechnet werden. Die Familie Glasschnecken wurde von manchen Autoren in drei Unterfamilien Vitrininae Fitzinger, 1833, Semilimacinae Schileyko, 1986 und Phenacolimacinae Schileyko, 1986 unterteilt. Nach Hausdorf (1998) sind die Vitrininae polyphyletisch, die Semilimacinae Schileyko, 1986 paraphyletisch und nur die  Phenacolimacinae Schileyko, 1986 sind monophyletisch. Letzteres Taxon ist zudem ein jüngeres Synonym zu Plutoniinae Cockerell, 1893. Er empfiehlt, die Unterfamiliengliederung vorerst aufzugeben. Die MolluscaBase unterteilt die Familie in zwei Unterfamilien; dieser Gliederung wird hier gefolgt.
- Familie Glasschnecken (Vitrinidae Fitzinger, 1833)
  - Unterfamilie Vitrininae Fitzinger, 1833
    - Gattung Eucobresia H. B. Baker 1929
      - Ohrförmige Glasschnecke (Eucobresia diaphana Draparnaud, 1805)
      - Gletscher-Glasschnecke (Eucobresia glacialis (Forbes, 1837))
      - Alm-Glasschnecke (Eucobresia nivalis (Dumont & Mortillet, 1854))
      - Gipfel-Glasschnecke (Eucobresia pegorarii (Pllonera, 1884))

    - Gattung Hessemilimax Schileyko, 1986
      - Berg-Glasschnecke (Hessemilimax kotulae (Westerlund, 1883))

    - Gattung Semilimacella Soós, 1917
    - Gattung Semilimax Agassiz, 1845
      - Weitmündige Glasschnecke (Semilimax semilimax (J. Férussac, 1802))

    - Gattung Vitrina Draparnaud, 1801
      - Kugelige Glasschnecke (Vitrina pellucida (O. F. Müller, 1774))

    - Gattung Vitrinobrachium Künkel, 1929
      - Kurze Glasschnecke (Vitrinobrachium breve (A. Férussac, 1821))
      - Trentiner Glasschnecke (Vitrinobrachium tridentinum Forcart, 1956)

  - Unterfamilie Plutoniinae T. Cockerell, 1893
    - Gattung Arabivitrina Thiele, 1931
    - Gattung Azorivitrina Giusti, Fiorentino, Benocci & Manganelli, 2011
    - Gattung Calidivitrina Pilsbry, 1919
    - Gattung Canarivitrina Valido & Alonso, 2000
    - Gattung Guerrina Odhner, 1954
    - Gattung Insulivitrina Hesse, 1923
    - Gattung Madeirovitrina Groh & Hemmen, 1986
    - Gattung Megavitrina Bank, Menkhorst & Neubert, 2016
    - Gattung Oligolimax P. Fischer, 1878
      - Alpen-Glasschnecke (Oligolimax annularis (Studer, 1820))

    - Gattung Phenacolimax Stabile, 1859
      - Große Glasschnecke (Phenacolimax major (A. Férussac, 1807))
      - Piemont-Glasschnecke (Phenacolimax stabilei (Lessona, 1880))
      - Phenacolimax blanci (Pollonera, 1884)

    - Gattung Plutonia Stabile, 1864 (mit den Untergattungen Plutonia (Canarivitrina) Valido & Alonso, 2000 und Plutonia (Plutonia))
    - Gattung Provitrina Wenz, 1919
    - Gattung Sardovitrina Manganelli & Giusti, 2005
    - Gattung †Provitrina Wenz, 1919